# Amer Omar
Amer Omar Abdullah Salem Bazuhair (sinh ngày 7 tháng 6 năm 1991) là một cầu thủ bóng đá người Các Tiểu vương quốc Ả Rập Thống nhất, thi đấu cho Baniyas. Anh là thành viên của Đội tuyển bóng đá quốc gia Các Tiểu vương quốc Ả Rập Thống nhất.